# Lonnie Smith (hudebník)
Lonnie Smith nebo také Dr. Lonnie Smith (3. července 1942 Lackawanna, New York, USA – 28. září 2021 Fort Lauderdale, Florida, USA) byl americký jazzový varhaník.

## Život
Narodil se roku 1942 ve městě Lackawanna v americkém státě New York. Od dětství se věnoval hudbě, nejprve však gospelu. V roce 1966 se stal členem kvartetu kytaristy George Bensona, se kterým vydal dvě alba. V roce 1967 vydal své první album nazvané Finger Lickin' Good a v roli doprovodného hudebníka se zde představil vedle jiných i Benson. O rok později nahrál album Think! pro Blue Note Records. Později vydal řadu dalších alb a spolupracoval s hudebníky, jako byli Lou Donaldson, Red Holloway, Lee Morgan nebo Stanley Turrentine.
Navzdory tomu, že nemá patřičné vzdělání, používá titul Dr. jako součást jména. Přestože nosí turban a dlouhé vousy, není vyznavačem sikhismu. Podle něj jde jen o styl a nemá nic společného s tímto náboženstvím. Často byl různými médii označován za nejlepšího varhaníka. Časopis Downbeat jej takto poprvé ocenil roku 1969.

## Diskografie
- Finger-lickin' Good (1966)
- Think! (1968)
- Turning Point (1969)
- Move Your Hand (1969)
- Drives (1970)
- Mama Wailer (1971)
- When the Night is Right! (1975)
- Afrodesia (1975)
- Keep on Lovin' (1976)
- Funk Reaction (1977)
- Gotcha (1978)
- Afro Blue (1993)
- Foxy Lady: A Tribute to Hendrix (1994)
- Purple Haze: A Tribute to Jimi Hendrix (1995)
- The Turbanator (2000)
- Boogaloo to Beck: A Tribute (2003)
- Too Damn Hot (2004)
- Jungle Soul (2006)
- Rise Up! (2009)
- Spiral (2010)
- The Healer (2012)
- In the Beginning (2013)
- Evolution (2016)
- All in My Mind (2018)
- Breathe (2021)